# Sebes pisztráng
A sebes pisztráng (Salmo trutta) a sugarasúszójú halak (Actinopterygii) osztályának lazacalakúak (Salmoniformes) rendjébe, ezen belül a lazacfélék (Salmonidae) családjába tartozó faj.

## Előfordulása
A sebes pisztráng édesvízi változata majdnem egész Európa területén, beleértve Izlandot is, Anatóliában és a Kaukázus déli részén megtalálható. Az anadrom változatán keresztül, a sebes pisztráng előfordulási területe magába foglalja az Észak-Atlanti-óceán keleti felét Izlandtól egészen Európáig, a Barents-, a Kara-, az Északi-, a Balti-, a Fekete- és a Kaszpi-tengert. A Földközi-tengerből viszont hiányzik. Az ívási időszakban az északi-sarkvidéktől a Vizcayai-öbölig, valamint a Volgáig sok folyóba felúszik.

### Kárpát-medencei előfordulása
A Kárpát-medencében őshonos, Magyarországon a középhegységek erős sodrású patakjainak lakója, de megtalálható néhány folyónk gyors folyású szakaszán is.

## Alfajai
- tavi pisztráng (Salmo trutta lacustris) Linnaeus, 1758
- tengeri pisztráng (Salmo trutta trutta) Linnaeus, 1758

## Megjelenése
A sebes pisztráng teste erősen nyújtott, oldalról lapított, háta élőhelye szerint változó magasságú, faroknyele magas. A hát- és farokúszó között zsírúszó van. Pikkelyei kicsinyek, 110-120 az oldalvonal mentén, 14-19 (többnyire 16) a zsírúszó és az oldalvonal között (beleértve az oldalvonal pikkelyeit is). Feje tompa orrú, szájnyílása széles (a szemek mögé ér). Az alsó kopoltyúív 2-5 felső és alsó kopoltyútüskéje gomb, a középsők pálcika alakúak. Az ekecsont fogazottsága: a lemez 2-6, a nyél 9-18 foggal, ezek többnyire kettős sorban helyezkednek el. A fiatalok farokúszója kimetszett, az öreg példányoké csaknem egyenes. Teste zöldes vagy barnás. Oldalán sötét, valamint az oldalvonalon végig és alatta fehér udvarral körülvett vörös pettyek vannak. Zsírúszója világos, piros pettyekkel. Testhossza 20-72 centiméter, legfeljebb 140 centiméter. 57-59 csigolyája van. A hátúszóján 3-4 tüske és 10-15 sugár van, míg a farok alatti úszóján 3-4 tüske és 9-14 sugár látható.

## Életmódja
A sebes pisztráng kavicsos vagy görgeteges talajú, oxigéndús hideg folyó- és állóvizek lakója. Tápláléka mindenféle vízben mozgó apró állat, de elkapja a repülő rovarokat is.

## Szaporodása
Szeptember és február között ívik, a nőstény testkilogrammonként körülbelül 1000-1200 ikrát sekély mélyedésbe rak. A kelési idő 2-4 hónap.